# Copa Mundial de Fútbol Sub-20 de 1989
La Copa Mundial de Fútbol Sub-20 de 1989 fue la séptima edición del campeonato mundial juvenil organizado por la FIFA y se jugó del 16 de febrero al 3 de marzo en la Arabia Saudita. Portugal se coronó campeón, venciendo en la final a Nigeria por marcador de 2-0.

## Sedes
| Arabia Saudita                    | Arabia Saudita         | Arabia Saudita                      | Arabia Saudita |
| --------------------------------- | ---------------------- | ----------------------------------- | -------------- |
| Riad                              | Riyad Yeda Dammam Taif | Yeda                                |                |
| Estadio Rey Fahd                  | Riyad Yeda Dammam Taif | Estadio Príncipe Abdullah al-Faisal |                |
| Capacidad: 70.000                 | Riyad Yeda Dammam Taif | Capacidad: 27.000                   |                |
|                                   | Riyad Yeda Dammam Taif |                                     |                |
| Dammam                            | Riyad Yeda Dammam Taif | Taif                                |                |
| Estadio Príncipe Mohamed bin Fahd | Riyad Yeda Dammam Taif | Estadio Rey Fahd (Taif)             |                |
| Capacidad: 32.000                 | Riyad Yeda Dammam Taif | Capacidad: 17.000                   |                |
|                                   | Riyad Yeda Dammam Taif |                                     |                |

## Equipos participantes
Además del anfitrión Arabia Saudita, 15 equipos clasificaron a la fase final del torneo a través de los torneos realizados por cada una de las restantes seis confederaciones.
- Dos equipos de centro y Norteamérica clasificaron en el Torneo Sub-20 de la Concacaf 1988 Este campeonato se realizó en Guatemala siendo ganador la selección de Costa Rica derrotando en la final a la selección de Estados Unidos. Ambos fueron al mundial.
- Dos equipos asiáticos clasificaron en el Campeonato Juvenil de la AFC 1988 disputado en Catar, donde el campeón fue la selección de Irak, derrotando en la final al conjunto de Siria por medio de lanzamientos penales.
- Dos equipos africanos clasificaron en el Campeonato Juvenil Africano de 1989 disputado en Madagascar, donde la Nigeria derrotó en doble partido a la selección de Malí.
- Tres equipos sudamericanos clasificaron en el Campeonato Sudamericano Sub-20 de 1988 disputado en Argentina, cuyo campeón fue la selección de Brasil, también asistieron las selecciones de Colombia y Argentina por quedar ubicados en el segundo y tercer lugar del cuadrangular final.
- Seis representantes europeos clasificaron en el Campeonato Europeo de la UEFA Sub-18 1988 disputado en Checoslovaquia. El campeón fue Unión Soviética, quien derrotó en la final a la selección de Portugal.

Los 16 equipos fueron posteriormente separados en cuatro grupos. En cursiva, los equipos debutantes.
| Clasificatorias | Clasificatorias | Clasificatorias | Clasificatorias | Clasificatorias | Clasificatorias |
| --------------- | --------------- | --------------- | --------------- | --------------- | --------------- |
| África          | Asia            | Europa          | Norteamérica    | Sudamérica      |                 |

| Alemania Democrática | Checoslovaquia | Estados Unidos | Noruega         |
| Arabia Saudita       | Colombia       | Irak           | Portugal        |
| Argentina            | Costa Rica     | Malí           | Siria           |
| Brasil               | España         | Nigeria        | Unión Soviética |

## Primera fase
- Los horarios corresponden a la hora de Arabia Saudita (UTC+3)

### Grupo A
| Equipo         | Pts | PJ | PG | PE | PP | GF | GC | Dif |
| -------------- | --- | -- | -- | -- | -- | -- | -- | --- |
| Portugal       | 4   | 3  | 2  | 0  | 1  | 2  | 3  | −1  |
| Nigeria        | 3   | 3  | 1  | 1  | 1  | 3  | 3  | 0   |
| Checoslovaquia | 3   | 3  | 1  | 1  | 1  | 2  | 2  | 0   |
| Arabia Saudita | 2   | 3  | 1  | 0  | 2  | 4  | 3  | +1  |

| 16 de febrero de 1989, 18:00 | Arabia Saudita | 1:2 (1:0) | Nigeria                   | Estadio Internacional Rey Fahd, Riad                                        |                                                                             |
|                              | Al Suraiti 16' | Reporte   | Adepoju 52' · Ohenhen 87' | Asistencia: 70.000 espectadores Árbitro(s): Marcel van Langenhove (Bélgica) | Asistencia: 70.000 espectadores Árbitro(s): Marcel van Langenhove (Bélgica) |

| 17 de febrero de 1989, 18:00 | Checoslovaquia | 0:1 (0:0) | Portugal  | Estadio Internacional Rey Fahd, Riad                                  |                                                                       |
|                              |                | Reporte   | Alves 88' | Asistencia: 7.000 espectadores Árbitro(s): Jose Ramiz Wright (Brasil) | Asistencia: 7.000 espectadores Árbitro(s): Jose Ramiz Wright (Brasil) |

| 19 de febrero de 1989, 18:00 | Arabia Saudita | 0:1 (0:0) | Checoslovaquia | Estadio Internacional Rey Fahd, Riad                              |                                                                   |
|                              |                | Reporte   | Latal 52'      | Asistencia: 20.000 espectadores Árbitro(s): Alan Snoody (Irlanda) | Asistencia: 20.000 espectadores Árbitro(s): Alan Snoody (Irlanda) |

| 20 de febrero de 1989, 18:00 | Nigeria | 0:1 (0:0) | Portugal  | Estadio Internacional Rey Fahd, Riad                             |                                                                  |
|                              |         | Reporte   | Pinto 79' | Asistencia: 7.000 espectadores Árbitro(s): Egil Nervik (Noruega) | Asistencia: 7.000 espectadores Árbitro(s): Egil Nervik (Noruega) |

| 22 de febrero de 1989, 15:45 | Arabia Saudita                                  | 3:0 (0:0) | Portugal | Estadio Internacional Rey Fahd, Riad                                  |                                                                       |
|                              | Al Harbi 52' · Al Romaihi 56' · Al Debaikhi 83' | Reporte   |          | Asistencia: 8.000 espectadores Árbitro(s): Jose Ramiz Wright (Brasil) | Asistencia: 8.000 espectadores Árbitro(s): Jose Ramiz Wright (Brasil) |

| 22 de febrero de 1989, 18:00 | Nigeria   | 1:1 (0:0) | Checoslovaquia | Estadio Internacional Rey Fahd, Riad                                     |                                                                          |
|                              | Nwosu 72' | Reporte   | Latal 14'      | Asistencia: 7.000 espectadores Árbitro(s): Arturo Brizio Carter (México) | Asistencia: 7.000 espectadores Árbitro(s): Arturo Brizio Carter (México) |

### Grupo B
| Equipo          | Pts | PJ | PG | PE | PP | GF | GC | Dif |
| --------------- | --- | -- | -- | -- | -- | -- | -- | --- |
| Unión Soviética | 6   | 3  | 3  | 0  | 0  | 7  | 2  | +5  |
| Colombia        | 2   | 3  | 1  | 0  | 2  | 3  | 4  | −1  |
| Siria           | 2   | 3  | 1  | 0  | 2  | 4  | 6  | −2  |
| Costa Rica      | 2   | 3  | 1  | 0  | 2  | 2  | 4  | −2  |

| 17 de febrero de 1989, 15:45 | Costa Rica   | 1:0 (0:0) | Colombia | Estadio Príncipe Mohamed bin Fahd, Dammam                                      |                                                                                |
|                              | González 88' | Reporte   |          | Asistencia: 11.000 espectadores Árbitro(s): Abdullah Al Nasir (Arabia Saudita) | Asistencia: 11.000 espectadores Árbitro(s): Abdullah Al Nasir (Arabia Saudita) |

| 17 de febrero de 1989, 18:00 | Unión Soviética               | 3:1 (1:0) | Siria     | Estadio Príncipe Mohamed bin Fahd, Dammam                         |                                                                   |
|                              | Tedeev 29' · Salenko 49', 83' | Reporte   | Sibai 65' | Asistencia: 11.000 espectadores Árbitro(s): Juan Bava (Argentina) | Asistencia: 11.000 espectadores Árbitro(s): Juan Bava (Argentina) |

| 19 de febrero de 1989, 18:00 | Costa Rica | 0:1 (0:0) | Unión Soviética | Estadio Príncipe Mohamed bin Fahd, Dammam                              |                                                                        |
|                              |            | Reporte   | Matveev 84'     | Asistencia: 5.000 espectadores Árbitro(s): Aron Schmidhuber (Alemania) | Asistencia: 5.000 espectadores Árbitro(s): Aron Schmidhuber (Alemania) |

| 20 de febrero de 1989, 18:00 | Colombia               | 2:0 (1:0) | Siria | Estadio Príncipe Mohamed bin Fahd, Dammam                                  |                                                                            |
|                              | Muñoz 42' · Osorio 85' | Reporte   |       | Asistencia: 9.545 espectadores Árbitro(s): Kenneth Wallace (Nueva Zelanda) | Asistencia: 9.545 espectadores Árbitro(s): Kenneth Wallace (Nueva Zelanda) |

| 22 de febrero de 1989, 15:45 | Costa Rica | 1:3 (0:3) | Siria                      | Estadio Príncipe Mohamed bin Fahd, Dammam                        |                                                                  |
|                              | Brenes 80' | Reporte   | Helou 16', 45' · Afash 30' | Asistencia: 6.000 espectadores Árbitro(s): Badara Sene (Senegal) | Asistencia: 6.000 espectadores Árbitro(s): Badara Sene (Senegal) |

| 22 de febrero de 1989, 18:00 | Colombia | 1:3 (1:3) | Unión Soviética                   | Estadio Príncipe Mohamed bin Fahd, Dammam                         |                                                                   |
|                              | Muñoz 5' | Reporte   | Timoshenko 25' · Salenko 29', 32' | Asistencia: 9.770 espectadores Árbitro(s): Tullio Lanese (Italia) | Asistencia: 9.770 espectadores Árbitro(s): Tullio Lanese (Italia) |

### Grupo C
| Equipo               | Pts | PJ | PG | PE | PP | GF | GC | Dif |
| -------------------- | --- | -- | -- | -- | -- | -- | -- | --- |
| Brasil               | 6   | 3  | 3  | 0  | 0  | 10 | 1  | +9  |
| Estados Unidos       | 3   | 3  | 1  | 1  | 1  | 4  | 4  | 0   |
| Alemania Democrática | 2   | 3  | 1  | 0  | 2  | 3  | 4  | −1  |
| Malí                 | 1   | 3  | 0  | 1  | 2  | 1  | 9  | −8  |

| 17 de febrero de 1989, 16:30 | Brasil                   | 2:0 (1:0) | Alemania Democrática | Estadio Príncipe Abdullah al-Faisal, Jedda                            |                                                                       |
|                              | Marcelo 35' · Franca 68' | Reporte   |                      | Asistencia: 35.000 espectadores Árbitro(s): Neil Midgley (Inglaterra) | Asistencia: 35.000 espectadores Árbitro(s): Neil Midgley (Inglaterra) |

| 17 de febrero de 1989, 18:45 | Estados Unidos | 1:1 (1:1) | Malí      | Estadio Príncipe Abdullah al-Faisal, Jedda                         |                                                                    |
|                              | Snow 11'       | Reporte   | Nfaly 42' | Asistencia: 35.000 espectadores Árbitro(s): Elías Jácome (Ecuador) | Asistencia: 35.000 espectadores Árbitro(s): Elías Jácome (Ecuador) |

| 19 de febrero de 1989, 18:45 | Brasil                                             | 5:0 (0:0) | Malí | Estadio Príncipe Abdullah al-Faisal, Jedda                                |                                                                           |
|                              | Cassio 50' · Bismarck 53', 83' · Anderson 66', 80' | Reporte   |      | Asistencia: 10.000 espectadores Árbitro(s): Ahmed Mohammed Jassim (Catar) | Asistencia: 10.000 espectadores Árbitro(s): Ahmed Mohammed Jassim (Catar) |

| 20 de febrero de 1989, 18:45 | Alemania Democrática | 0:2 (0:0) | Estados Unidos              | Estadio Príncipe Abdullah al-Faisal, Jedda                            |                                                                       |
|                              |                      | Reporte   | Dayak 47' · Snow 87' (pen.) | Asistencia: 10.000 espectadores Árbitro(s): Idrissa Sarr (Mauritania) | Asistencia: 10.000 espectadores Árbitro(s): Idrissa Sarr (Mauritania) |

| 22 de febrero de 1989, 16:30 | Estados Unidos | 1:3 (1:2) | Brasil                                    | Estadio Príncipe Abdullah al-Faisal, Jedda                              |                                                                         |
|                              | Dayak 10'      | Reporte   | Bismarck 39' · Marcelo 44' · Anderson 55' | Asistencia: 25.000 espectadores Árbitro(s): Hubert Forstinger (Austria) | Asistencia: 25.000 espectadores Árbitro(s): Hubert Forstinger (Austria) |

| 22 de febrero de 1989, 18:45 | Malí | 0:3 (0:1) | Alemania Democrática                | Estadio Príncipe Abdullah al-Faisal, Jedda                                  |                                                                             |
|                              |      | Reporte   | Prause 28' · Fuchs 46' · Jahnig 55' | Asistencia: 25.000 espectadores Árbitro(s): José Carlos Ortiz (El Salvador) | Asistencia: 25.000 espectadores Árbitro(s): José Carlos Ortiz (El Salvador) |

### Grupo D
| Equipo    | Pts | PJ | PG | PE | PP | GF | GC | Dif |
| --------- | --- | -- | -- | -- | -- | -- | -- | --- |
| Irak      | 6   | 3  | 3  | 0  | 0  | 4  | 0  | +4  |
| Argentina | 2   | 3  | 1  | 0  | 2  | 3  | 3  | 0   |
| Noruega   | 2   | 3  | 1  | 0  | 2  | 4  | 5  | −1  |
| España    | 2   | 3  | 1  | 0  | 2  | 4  | 7  | −3  |

| 17 de febrero de 1989, 16:30 | Noruega | 0:1 (0:0) | Irak      | Estadio Rey Fahd, Taif                                                    |                                                                           |
|                              |         | Reporte   | Naiem 66' | Asistencia: 14.000 espectadores Árbitro(s): José Torres Cadena (Colombia) | Asistencia: 14.000 espectadores Árbitro(s): José Torres Cadena (Colombia) |

| 17 de febrero de 1989, 18:45 | Argentina   | 1:2 (1:1) | España                            | Estadio Rey Fahd, Taif                                                      |                                                                             |
|                              | Simeone 12' | Reporte   | Moisés 26' · Villabona 58' (pen.) | Asistencia: 14.000 espectadores Árbitro(s): Alexey Spirin (Unión Soviética) | Asistencia: 14.000 espectadores Árbitro(s): Alexey Spirin (Unión Soviética) |

| 19 de febrero de 1989, 18:45 | Noruega | 0:2 (0:1) | Argentina                | Estadio Rey Fahd, Taif                                                     |                                                                            |
|                              |         | Reporte   | Biazotti 5' · Ubaldi 89' | Asistencia: 3.000 espectadores Árbitro(s): Arturo Angeles (Estados Unidos) | Asistencia: 3.000 espectadores Árbitro(s): Arturo Angeles (Estados Unidos) |

| 20 de febrero de 1989, 18:45 | Irak                  | 2:0 (1:0) | España | Estadio Rey Fahd, Taif                                            |                                                                   |
|                              | Wali 41' · Shabib 51' | Reporte   |        | Asistencia: 13.500 espectadores Árbitro(s): Shengcai Chen (China) | Asistencia: 13.500 espectadores Árbitro(s): Shengcai Chen (China) |

| 22 de febrero de 1989, 16:30 | Noruega                                                        | 4:2 (1:0) | España           | Estadio Rey Fahd, Taif                                          |                                                                 |
|                              | Drillestad 43' · Johansen 47' · Bohinen 58' · Mellemstrand 90' | Reporte   | Pinilla 46', 49' | Asistencia: 17.000 espectadores Árbitro(s): Neji Jouini (Túnez) | Asistencia: 17.000 espectadores Árbitro(s): Neji Jouini (Túnez) |

| 22 de febrero de 1989, 18:45 | Irak      | 1:0 (0:0) | Argentina | Estadio Rey Fahd, Taif                                           |                                                                  |
|                              | Swadi 67' | Reporte   |           | Asistencia: 17.000 espectadores Árbitro(s): Jozef Marko (Suecia) | Asistencia: 17.000 espectadores Árbitro(s): Jozef Marko (Suecia) |

## Segunda fase
|  | Cuartos de final | Cuartos de final |                |                | Semifinales   | Semifinales   |  |          | Final      | Final      |  |
|  | 25 de febrero    | 25 de febrero    |                |                | 28 de febrero | 28 de febrero |  |          | 3 de marzo | 3 de marzo |  |
|  |                  |                  |                |                |               |               |  |          |            |            |  |
|  |                  |                  |                |                |               |               |  |          |            |            |  |
|  | Portugal         | 1                |                |                |               |               |  |          |            |            |  |
|  | Portugal         | 1                |                |                |               |               |  |          |            |            |  |
|  | Colombia         | 0                |                |                |               |               |  |          |            |            |  |
|  | Colombia         | 0                |                | Portugal       | 1             |               |  |          |            |            |  |
|  |                  |                  |                | Portugal       | 1             |               |  |          |            |            |  |
|  |                  |                  | Brasil         | 0              |               |               |  |          |            |            |  |
|  | Brasil           | 1                | Brasil         | 0              |               |               |  |          |            |            |  |
|  | Brasil           | 1                |                |                |               |               |  |          |            |            |  |
|  | Argentina        | 0                |                |                |               |               |  |          |            |            |  |
|  | Argentina        | 0                |                |                |               |               |  | Portugal | 2          |            |  |
|  |                  |                  |                |                |               |               |  | Portugal | 2          |            |  |
|  |                  |                  | Nigeria        | 0              |               |               |  |          |            |            |  |
|  | Unión Soviética  | 4 (3)            | Nigeria        | 0              |               |               |  |          |            |            |  |
|  | Unión Soviética  | 4 (3)            |                |                |               |               |  |          |            |            |  |
|  | Nigeria (pen.)   | 4 (5)            |                |                |               |               |  |          |            |            |  |
|  | Nigeria (pen.)   | 4 (5)            |                | Nigeria (t.s.) | 2             |               |  |          |            |            |  |
|  |                  |                  |                | Nigeria (t.s.) | 2             |               |  |          |            |            |  |
|  |                  |                  | Estados Unidos | 1              |               |               |  |          |            |            |  |
|  | Irak             | 1                | Estados Unidos | 1              |               |               |  |          |            |            |  |
|  | Irak             | 1                |                |                |               |               |  |          |            |            |  |
|  | Estados Unidos   | 2                |                |                |               |               |  |          |            |            |  |
|  | Estados Unidos   | 2                |                |                |               |               |  |          |            |            |  |
|  |                  |                  |                |                |               |               |  |          |            |            |  |

### Cuartos de final
| 25 de febrero de 1989, 18:00 | Portugal  | 1:0 (1:0) | Colombia | Estadio Internacional Rey Fahd, Riad                           |                                                                |
|                              | Couto 40' | Reporte   |          | Asistencia: 5.000 espectadores Árbitro(s): Neji Jouini (Túnez) | Asistencia: 5.000 espectadores Árbitro(s): Neji Jouini (Túnez) |

| 25 de febrero de 1989, 18:00 | Unión Soviética                              | 4:4 (4:4, 2:0) (t. s.)(3:5 p.) | Nigeria                                       | Estadio Príncipe Mohamed bin Fahd, Dammam                               |                                                                         |
|                              | Kiriakov 30', 58' · Tedeev 45' · Salenko 46' | Reporte                        | Ohenhen 61', 75' · Elijah 83' · Ugbade 84'    | Asistencia: 10.000 espectadores Árbitro(s): Hubert Forstinger (Austria) | Asistencia: 10.000 espectadores Árbitro(s): Hubert Forstinger (Austria) |
|                              |                                              | Tiros desde el punto penal     |                                               |                                                                         |                                                                         |
|                              | Salenko · Bezhenar · Qosimov · Benko         |                                | Ohen · Ogaba · Onyemachara · Adepoju · Elijah |                                                                         |                                                                         |

| 25 de febrero de 1989, 18:45 | Brasil      | 1:0 (1:0) | Argentina | Estadio Príncipe Abdullah al-Faisal, Jedda                         |                                                                    |
|                              | Marcelo 15' | Reporte   |           | Asistencia: 35.000 espectadores Árbitro(s): Tullio Lanese (Italia) | Asistencia: 35.000 espectadores Árbitro(s): Tullio Lanese (Italia) |

| 25 de febrero de 1989, 18:45 | Irak     | 1:2 (1:1) | Estados Unidos            | Estadio Rey Fahd, Taif                                                  |                                                                         |
|                              | Wali 35' | Reporte   | Henderson 17' · Brose 56' | Asistencia: 18.000 espectadores Árbitro(s): Aron Schmidhuber (Alemania) | Asistencia: 18.000 espectadores Árbitro(s): Aron Schmidhuber (Alemania) |

### Semifinales
| 28 de febrero de 1989, 18:00 | Portugal   | 1:0 (0:0) | Brasil | Estadio Internacional Rey Fahd, Riad                             |                                                                  |
|                              | Amaral 68' | Reporte   |        | Asistencia: 15.000 espectadores Árbitro(s): Jozef Marko (Suecia) | Asistencia: 15.000 espectadores Árbitro(s): Jozef Marko (Suecia) |

| 28 de febrero de 1989, 18:45 | Nigeria          | 2:1 (1:1, 0:0) (t. s.) | Estados Unidos  | Estadio Príncipe Abdullah al-Faisal, Jedda                            |                                                                       |
|                              | Adepoju 47', 93' | Reporte                | Snow 52' (pen.) | Asistencia: 40.000 espectadores Árbitro(s): Neil Midgley (Inglaterra) | Asistencia: 40.000 espectadores Árbitro(s): Neil Midgley (Inglaterra) |

### Tercer lugar
| 3 de marzo de 1989, 15:45 | Brasil                    | 2:0 (0:0) | Estados Unidos | Estadio Internacional Rey Fahd, Riad                            |                                                                 |
|                           | Franca 65' · Leonardo 69' | Reporte   |                | Asistencia: 65.000 espectadores Árbitro(s): Neji Jouini (Túnez) | Asistencia: 65.000 espectadores Árbitro(s): Neji Jouini (Túnez) |

### Final
| 3 de marzo de 1989, 18:00 | Portugal             | 2:0 (1:0) | Nigeria | Estadio Internacional Rey Fahd, Riad                                    |                                                                         |
|                           | Abel 44' · Couto 76' | Reporte   |         | Asistencia: 65.000 espectadores Árbitro(s): Aron Schmidhuber (Alemania) | Asistencia: 65.000 espectadores Árbitro(s): Aron Schmidhuber (Alemania) |

#### Campeón
|                              |
| Bandera de Portugal          |
| Campeón Portugal 1.er título |

## Posiciones finales

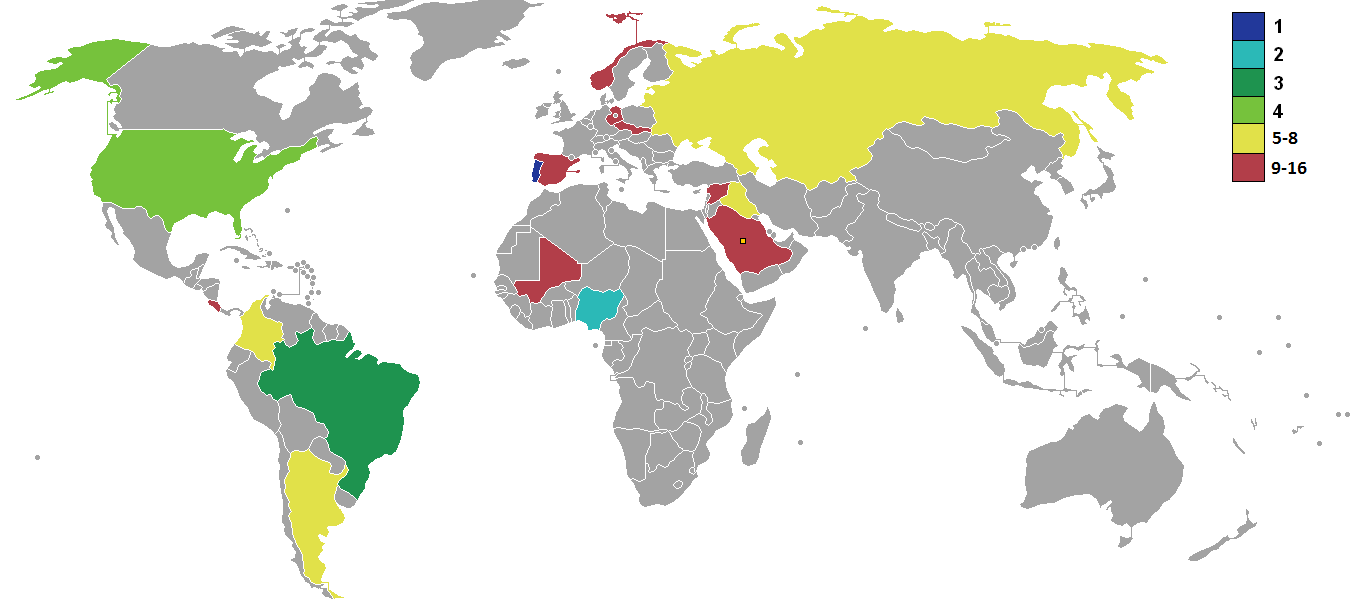
Mapa de los resultados de la Copa

| Equipo | Equipo               | Pts | PJ | PG | PE | PP | GF | GC | Dif |
| ------ | -------------------- | --- | -- | -- | -- | -- | -- | -- | --- |
| 1      | Portugal             | 10  | 6  | 5  | 0  | 1  | 6  | 3  | +3  |
| 2      | Nigeria              | 6   | 6  | 2  | 2  | 2  | 9  | 10 | -1  |
| 3      | Brasil               | 10  | 6  | 5  | 0  | 1  | 13 | 2  | +11 |
| 4      | Estados Unidos       | 5   | 6  | 2  | 1  | 3  | 7  | 9  | -2  |
| 5      | Unión Soviética      | 7   | 4  | 3  | 1  | 0  | 11 | 6  | +5  |
| 6      | Irak                 | 6   | 4  | 3  | 0  | 1  | 5  | 2  | +3  |
| 7      | Argentina            | 2   | 4  | 1  | 0  | 3  | 3  | 4  | -1  |
| 8      | Colombia             | 2   | 4  | 1  | 0  | 3  | 3  | 5  | -2  |
| 9      | Checoslovaquia       | 3   | 3  | 1  | 1  | 1  | 2  | 2  | 0   |
| 10     | Arabia Saudita       | 2   | 3  | 1  | 0  | 2  | 4  | 3  | +1  |
| 11     | Noruega              | 2   | 3  | 1  | 0  | 2  | 4  | 5  | -1  |
| 12     | Alemania Democrática | 2   | 3  | 1  | 0  | 2  | 3  | 4  | -1  |
| 13     | Siria                | 2   | 3  | 1  | 0  | 2  | 4  | 6  | -2  |
| 14     | Costa Rica           | 2   | 3  | 1  | 0  | 2  | 2  | 4  | -2  |
| 15     | España               | 2   | 3  | 1  | 0  | 2  | 4  | 7  | -3  |
| 16     | Malí                 | 1   | 3  | 0  | 1  | 2  | 1  | 9  | -8  |

## Premios
| Balón de Oro        | Balón de Plata | Balón de Bronce     |
| ------------------- | -------------- | ------------------- |
| Bismarck            | Kasey Keller   | Christopher Nwosu   |
| Botín de Oro        | Botín de Plata | Botín de Bronce     |
| Oleg Salenko        | Marcelo        | Christopher Ohenhen |
| 5 goles             | 3 goles        | 3 goles             |
| Premio al Fair Play |                |                     |
| Estados Unidos      |                |                     |

## Goleadores
| Jugador             | Selección       | Goles |
| ------------------- | --------------- | ----- |
| Oleg Salenko        | Unión Soviética | 5     |
| Marcelo Henrique    | Brasil          | 3     |
| Sonny Anderson      | Brasil          | 3     |
| Bismarck            | Brasil          | 3     |
| Steven Snow         | Estados Unidos  | 3     |
| Christopher Ohenhen | Nigeria         | 3     |
| Mutiu Adepoju       | Nigeria         | 3     |

## Futbolistas destacados
| - Roberto Bonano - Diego Simeone - Sonny Anderson - Steffen Freund - Mutiu Adepoju - Fernando Couto - João Pinto | - Santiago Cañizares - Albert Ferrer - Ismael Urzaiz - Yuri Nikiforov - Oleg Salenko - Víktor Onopko |